# Lago del Nemrut
Il lago del Nemrut (in turco Nemrut Gölü) è un lago craterico d'acqua dolce nella provincia di Bitlis, nella Turchia orientale. Fa parte della caldera del Nemrut (in turco: Nemrut Kalderası), una caldera vulcanica in cima al vulcano Nemrut. La caldera è un monumento naturale registrato, mentre le sue zone umide sono registrate come sito Ramsar della Turchia.

## La caldera

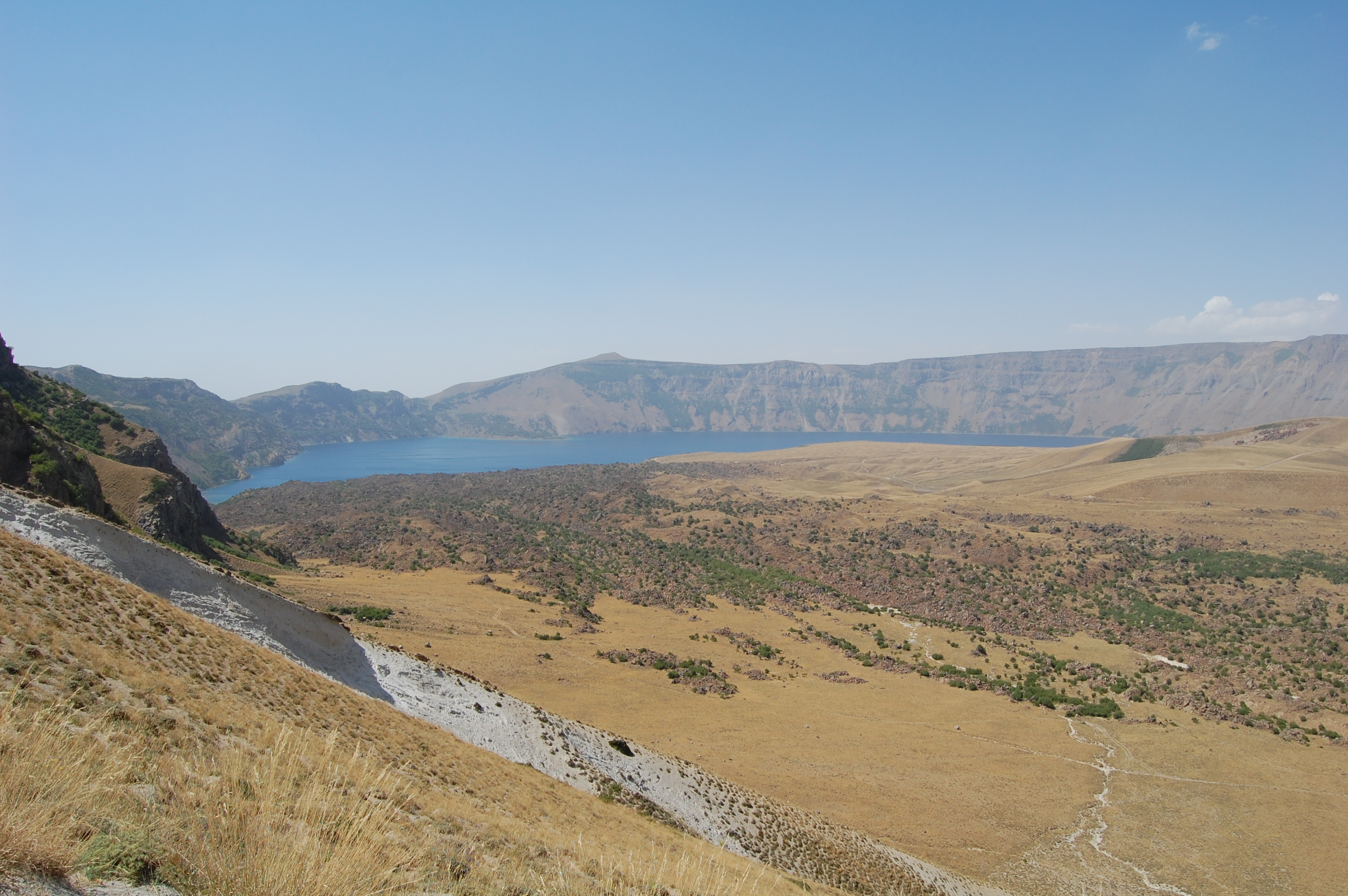
Il cratere del vulcano Nemrut

La caldera si trova a ovest del lago di Van nei distretti di Tatvan, Ahlat e Güroymak della provincia di Bitlis. Essa prende il nome dalla figura biblica del re Nimrod. La caldera si trova a 13 km da Tatvan e a 25 km da Ahlat. Con la sua larghezza di quasi 10 km, il cratere del vulcano Nemrut è una delle più grandi (la seconda) caldere del mondo. La metà occidentale del cratere è coperta dal lago. Sulla sommità ci sono cinque laghi, due dei quali permanenti e gli altri stagionali. Il più grande dei laghi è il lago del Nemrut, il quale ha la forma di una mezzaluna. Esso contiene acqua dolce incolore, inodore e potabile. Il lago del Nemrut si trova ad un'altezza di circa 2247 m sopra il livello del mare. Ha una superficie di 12,36 km² e la sua profondità media è di circa 100 m, con una profondità massima di 176 m. La Caldera del Nemrut è il più giovane cono vulcanico della Turchia che sia ancora in uno stato non eroso. Questa singolare geomorfologia strutturale ne fa un oggetto di ricerca scientifica.

## Biota

### Flora
Circa 450 specie di piante sono state registrate nella zona della caldera del Nemrut e circa 200 (44%) di esse appartenenti alla regione. La diversità della flora è indicativa delle variazioni delle condizioni climatiche in passato. Circa 38 (8,4%) delle specie vegetali esistenti sono endemiche. Il tulipano capovolto, che cresce qui, è un fiore famoso in tutto il mondo. La comunità climax della caldera del Nemrut è costituita dalla betulla (Betula) e dal pioppo tremulo (Populus tremula). Altre piante notevoli che crescono intorno ai due laghi della caldera sono fra gli alberi: il ginepro comune (Juniperus communis), l'acero riccio (Acer platanoides), il sorbo degli uccellatori (Sorbus aucuparia), lo spino cervino (Rhamnus cathartica), il rovere (Quercus petraea), la farnia (Quercus robur), il salice bianco (Salix alba), e una varietà di cotoneaster (Cotoneaster nummularius), l'amolo (Prunus divaricata), il salice grigio (Salix cinerea), il ginepro greco (Juniperus excelsa), la frangola (Frangula alnus), l'ontano spinoso (Alnus glutinosa) e il ciliegio aspro (Prunus mahaleb). Una vegetazione simile a quella della steppa si sviluppa su vaste aree della caldera: in quelle zone vivono principalmente specie di Astragalus. Altre sottospecie e piante erbacee sono Acantholimon la lupinella (Onobrychis), l'acetosella (Rumex acetosella), il timo, l'alyssum, il paleo dei montoni (Festuca ovina), la salvia, ranunculus, silene, il trifoglio arvense (Trifolium arvense), la Pimpinella, l'Artemisia, una specie di centaurea (Centaurea triumfettii). Aree paludose sono presenti nella parte nord-occidentale del Lago del Nemrut.

### Fauna
Il grifone cova le sue uova nella caldera, che si è guadagnata lo status di area protetta speciale come habitat per l'allevamento dell'orco marino e dell'aquila reale. A causa della caccia irregolare e incontrollata il numero di specie di uccelli è diminuito sul Lago del Nemrut, che è un sito di scalo per molti uccelli migratori. Gli animali attualmente osservati nella regione sono diverse specie di uccelli (pernice, anatra, meropidi, gabbiano d'Armenia) e mammiferi (lepre, volpe, orso). Il camoscio si è estinto.

## Monumento naturale e sito di Ramsar
La caldera è stata dichiarata monumento naturale nel 2003. L'area protetta intorno al lago del cratere copre 4,8 km². 

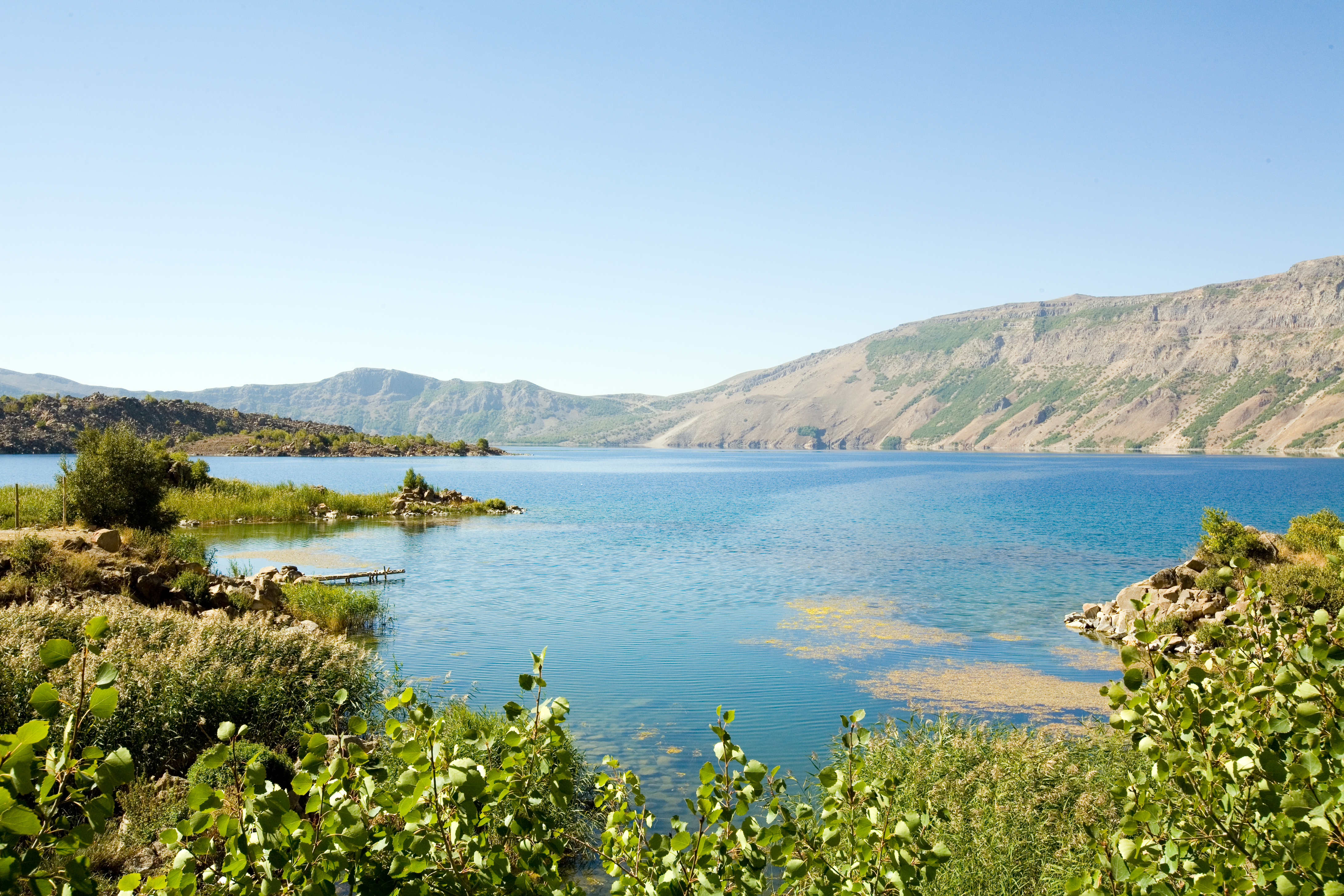
Vista del lago del Nemrut.

Il Monumento naturale della Caldera del Nemrut (turco: Nemrut Kalderası Tabiat Anıtı) è protetto in quanto attrazione turistica, area protetta di primo grado e zona umida. Il governo della Turchia ha designato la zona umida della caldera come il 14º sito Ramsar del paese il 17 aprile 2013.
 Nella caldera non è permesso tagliare le canne e pescare nel lago, anche se in alcune zone il bestiame pascola attorno alla caldera. Nel 2007, sul versante meridionale della caldera, è stato istituito un centro di sport invernali. La minaccia principale dal punto di vista ecologico è costituita dal pascolo eccessivo.